# Arcola (Illinois)
Arcola é uma cidade localizada no estado americano de Illinois, no Condado de Douglas.

## Demografia
Segundo o censo americano de 2000, a sua população era de 2652 habitantes. 
Em 2006, foi estimada uma população de 2642, um decréscimo de 10 (-0.4%).

## Geografia
De acordo com o United States Census Bureau tem uma área de 
3,5 km², dos quais 3,5 km² cobertos por terra e 0,0 km² cobertos por água. Arcola localiza-se a aproximadamente 200 m acima do nível do mar.

## Localidades na vizinhança
O diagrama seguinte representa as localidades num raio de 20 km ao redor de Arcola. 